# Eutelia piratica
Eutelia piratica là một loài bướm đêm trong họ Noctuidae.